# Tau'ri
Tau'ri je ve sci-fi seriálu Hvězdná brána goa'uldský název lidské rasy, přesněji lidí ze Země (pozemšťanů). Tau'ri je původní svět, ze kterého začali Goa'uldi unášet lidi na jiné planety.
Tau'ri jsou Asgardy prohlášeni Pátou rasou ve 20. epizodě desáté řady (poslední epizodě seriálu) Bez konce jako symbol toho, že dosáhli vyspělosti srovnatelné se členy Aliance čtyř velkých ras, Antiky, Asgardy, Noxy a Furlingy.

## Dějiny

### Antikové na Zemi
Před miliony let byla Země domovem Antiků, kteří ji nazývali Terra. Byl to jejich nejdůležitější svět v Mléčné dráze. Po mnoha tisíciletích Antikové odešli do galaxie Pegasus. Když se po válce s Wraithy vrátili na Zemi, smísili se s lidmi a přenesli tak gen Antiků umožňující ovládat jejich technologie.

### Vláda goa'ulda Ra
Podle jaffské legendy a zápisů na Abydosu Goa'uldi vymírali. Jeden Goa'uld, Ra přiletěl lodí na Zemi a setkal se s rasou lidí, kteří byli vhodnými hostiteli. Goa'uldi použili část lidí jako hostitele, část jako Jaffy a část jako otroky. Lidé se však později na Zemi proti Raovi vzbouřili a pohřbili hvězdnou bránu.

### Po objevu Hvězdné brány
Lidé znovuobjevili Hvězdnou bránu v roce 1928 při vykopávkách v Egyptě. Rozluštili její kód a poté použili bránu. V první misi se dostali na Abydos, kde narazili na vrchního vládce soustavy Ra, jež se pokusil zničit Zemi. Jack O'Neill nakonec Raa zabil jadernou zbraní, jež vybuchla na Raově lodi. 
O několik let později Apophis prošel bránou. Lidé obnovili cestování branou, Daniel Jackson se vrátil z Abydosu, na který před tím vstoupil Apophis a zajal Skaaru a Sha're, jejich osvobození se stalo cílem seriálu. V misi na Chulacu se k SG-1 přidal Teal'c.
Apophis na Zemi zaútočil z vesmíru, SG-1 s Bra'tacem jeho lodě zničili. Apophis byl brzy poté poražen Sokarem a Apophis hledal azyl na Zemi. Lidé jej (již mrtvého) poslali zpět Sokarovi.
Poté, co lidé svrhli Hathor, Asgardové začlenili Zemi do Smlouvy o chráněných planetách. Země je tak chráněna proti útoku vládců soustavy.
V roce 2004 lidé objevili adresu Ztraceného města Antiků, známého v lidské mytologii jako Atlantida. Město však leží v galaxii Pegas. SGC vyslalo expedici na Atlantis.
Po osmi letech války proti Goa'uldům byly lidé a jejich spojenci, Jaffové a Tok'rové schopni definitivně porazit vládce soustavy a zničit Replikátory v bitvě o Dakaru.
Po porážce goa'uldů Daniel Jackson a Vala Mal Doran kontaktovali Orie a uvědomili je tak o existenci lidského druhu v naší galaxii. Důsledkem toho Tau'ri zahájili válku proti Oriům a jejich stoupencům.
Tau'ri získali zbraň schopnou zničit povznesené bytosti s cílem ji použit proti Oriům. Daniel Jackson jej na Orijské lodi poslal superbránou do Orijské galaxie. Později Tau'ri získali Asgardské technologie, stávajíce se nejmocnější hrozbou pro Orie a nejvyspělejší rasou, předkročenou pouze Antiky a Orii.

## Planetární politika
Země je rozdělena na 192 svrchovaných států, mimoplanetární politiku prováděly Spojené státy americké a Rusko do vytvoření IOA.

## Technologie
Lidé ze Země mají k dispozici mnoho pokročilých technologií založených na výzkumu zařízení, která objevily SG týmy při průzkumu jiných planet, a na znalostech poskytnutých Zemi spřátelenými rasami jako jsou Asgardé nebo Tok'rové.
Lidé nicméně až do 6. řady seriálu Hvězdná brána neměli vlastní vesmírnou loď schopnou nadsvětelného cestování pomocí hyperpohonu. První takovou lodí, kterou lidé postavili, byl Prometheus. O třídu výše stojí moderní křižníky třídy Daedalus, které mohou být napájené i Antickými ZPM.

## Vztahy s mimozemskými civilizacemi

### Nepřátelé
- Goa'uldští Vládci soustavy (poraženi)
- Replikátoři (poraženi)
- Oriové (poraženi)
- Lucianská aliance
- Ascheni (poraženi)
- Wraithové
- Asurané (poraženi)

### Spojenci
- Asgardi
- Tok'rové
- Tolláni (zničeni)
- Svobodní Jaffové